# سافانا، شجيرات، وأراضي عشبية استوائية وشبه استوائية

نطاق السافانا والشجيرات والأراضي العشبية الاستوائية وشبه الاستوائية.

تُعتبر السافانا والشجيرات والأراضي العشبية الاستوائية وشبه استوائية (بالإنجليزية: Tropical and subtropical grasslands, savannas, and shrublands)‏، أراضي حيوية يُسيطر عليها العشب والشُجيرات الواقعة في المناطق الرطبة وشبه القاحلة في المناطق الاستوائية وشبه الاستوائية.

## وصف
يهيمن على الأراضي العشبية العديد من النباتات العشبية الأخرى. والسافانا عبارة عن مروج بأشجار متفرقة. والشجيرات تهيمن عليها الأشجار الخشبية أو العشبية.
يتراوح معدل هطول الأمطار في المناطق العشبية والسافانا والشُجيرات الاستوائية وشبه الاستوائية، بين 500 و 1300 مليمتر (20 إلى 50 بوصة) في السنة، ويمكن أن يكون موسميًا إلى حد كبير.

## التواجد
تتواجد هذه الأراضي في جميع القارات عدا القارة القطبية الجنوبية. وهي منتشرة على نطاق واسع في أفريقيا، وتوجد أيضًا في جميع أنحاء جنوب آسيا، والأجزاء الشمالية من أمريكا الجنوبية وأستراليا، وجنوب الولايات المتحدة.
توجد السافانا الأفريقية بين مناطق الغابات أو الغابات والمناطق العشبية. يتراوح مناخها مع متوسط درجة حرارة 27 درجة مئوية والدرجة العُليا 30 درجة مئوية في أبريل وأكتوبر ، وبين 300 و 1500 ملم من المطر سنوياً.